# Patpong

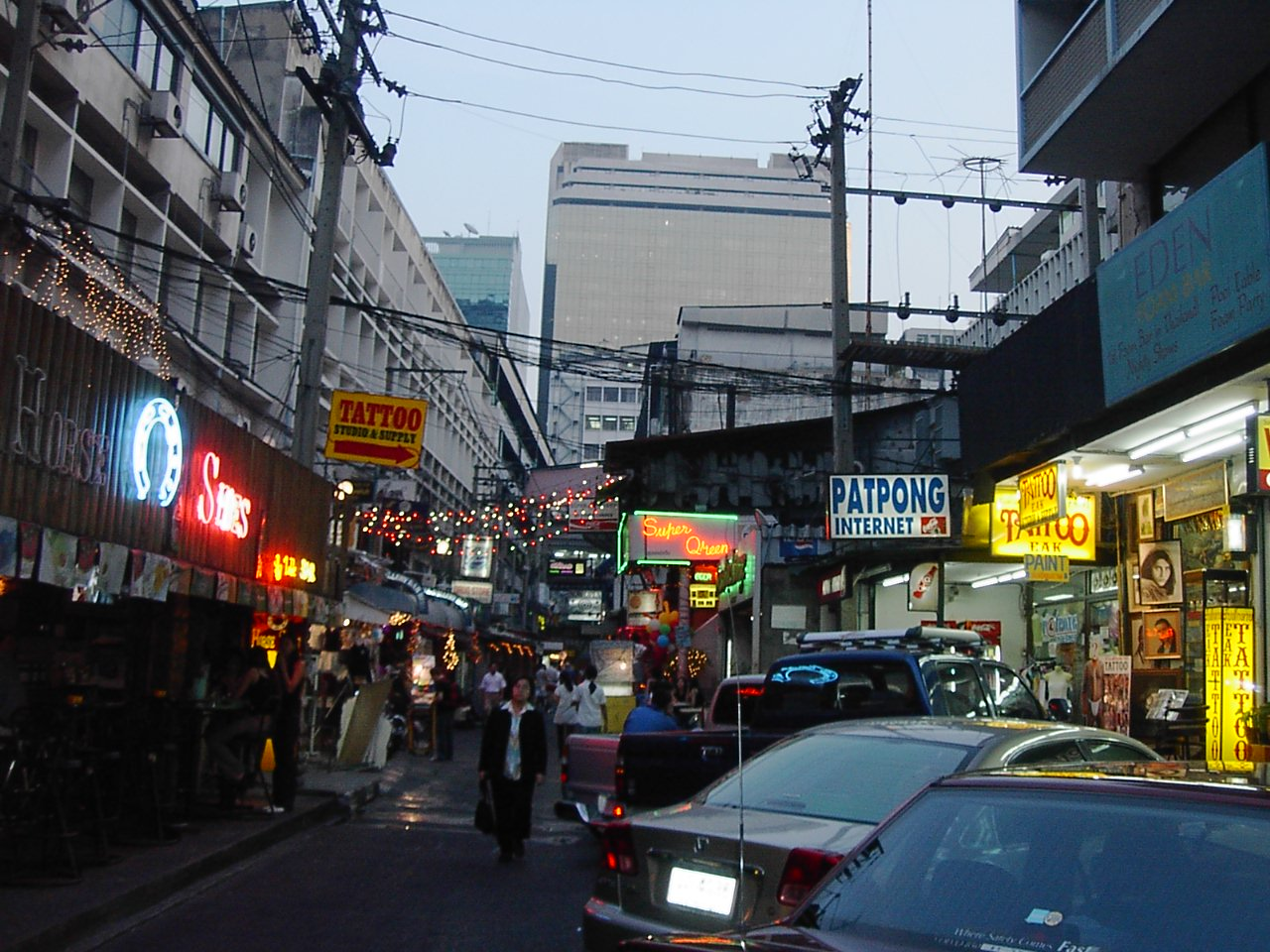
Patpong in de avondschemering

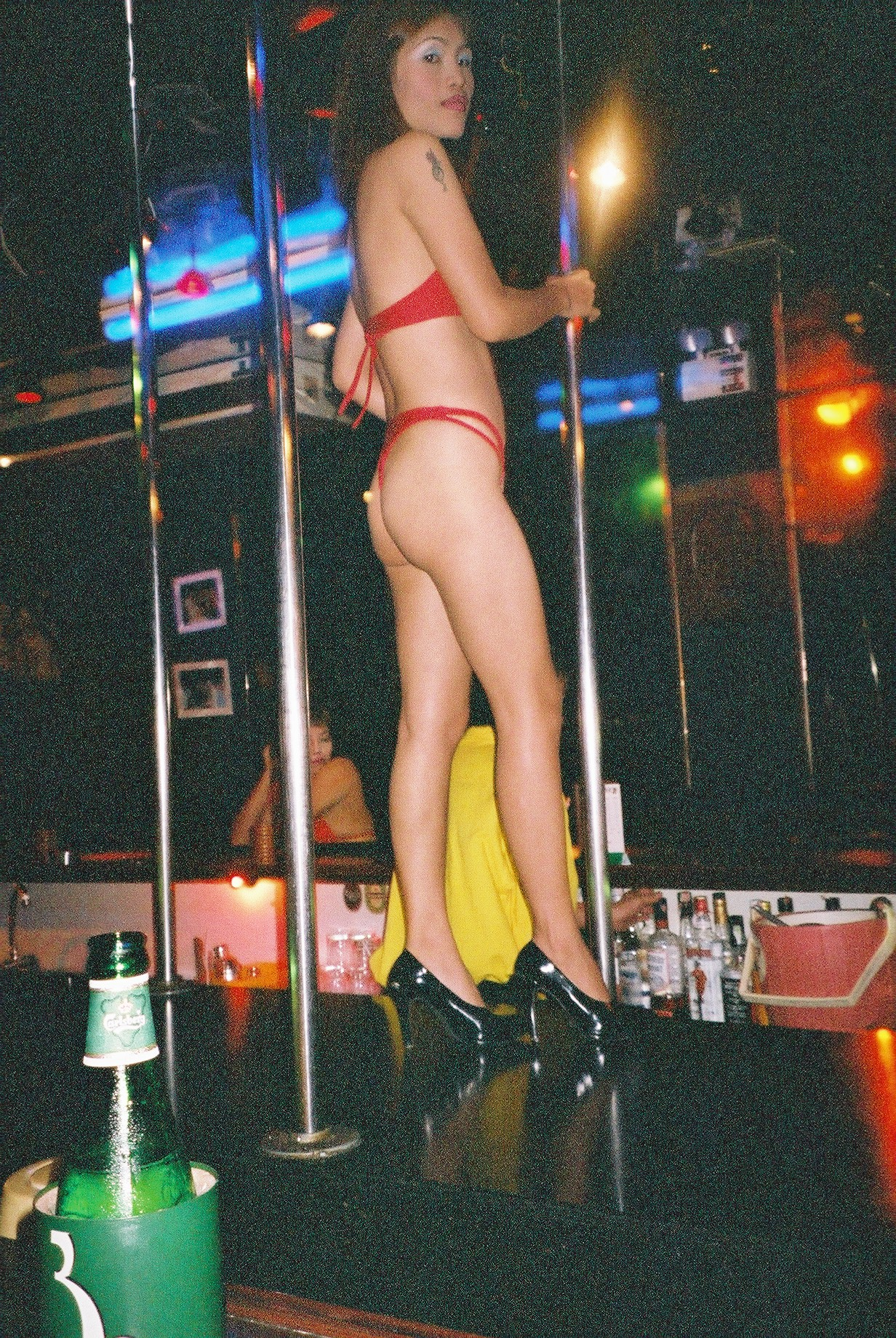
paaldanseres in een club op Patpong

Patpong (ook wel Phat Pong, Thai: พัฒน์พงษ) is een gebied in Bangkok. Het gebied wordt beslagen door twee soi's (Patpong soi 1 en 2) die tussen de straten Silom en Surawong lopen. De straat is de meest bekende straat in het westen voor het prostitutie-nachtleven. De andere twee zijn Nanaplaza en Soi Cowboy.
Patpong is berucht als een overblijfsel van de Vietnamoorlog. In de straatjes ontwikkelde zich toen een nachtleven gericht op de GI's die op verlof waren vanuit Zuid-Vietnam en de andere Amerikaanse bases in de regio. Als gevolg hiervan werden er hier veel gogo-bars en andere bars gevestigd waar dames opgepikt konden worden. Alhoewel Patpong later meer concurrentie kreeg van het nieuwe Nanaplaza is het blijven voortbestaan.
Tegenwoordig telt Patpong nog steeds veel gogo-bars voornamelijk behorend tot de King's Group. Patpong onderscheidt zich in een aantal zaken van de andere twee prostitutiegebieden die westerlingen als doel hebben. Patpong heeft zakenmensen als doelgroep en de prijzen liggen hierdoor vaak een veelvoud hoger dan die in de andere gebieden. In tegenstelling tot in de andere gebieden is het percentage Katoey's (transgenders) zeer hoog. De sfeer is dwingender en het gebeurt hier vaker dan in andere gebieden dat de rekening verhoogd wordt door meer drankjes op de rekening bij te schrijven. Ook is er een aantal scambars waar nietsvermoedende toeristen naartoe gelokt worden onder het mom van seksshows (die in Thailand bij de wet verboden zijn). In deze bars wordt de rekening vaak opgeblazen tot bijna 2000 Baht (€ 50).
Verder telt Patpong meer en meer luxe restaurants en andere nachtgelegenheden zoals bars met live-muziek die, alhoewel ze de gogo-bars niet verdringen, zorgen voor een andere sfeer. Ook enkele populaire discotheken zijn hier gevestigd.
Op de straten is een nachtmarkt voor toeristen. Op deze markt zijn veel namaakartikelen te koop, houtsnijwerk en andere speciaal voor toeristen gemaakte waar. Alhoewel deze markt duurder is dan vele andere markten en winkelcentra is hij door zijn ligging in het zakendistrict van Silom erg populair. Ook de sfeer draagt bij aan de populariteit. In 2005 is de nachtmarkt verkleind omdat het de doorstroming van personen te veel blokkeerde. In het geval van een brand zouden mensen dan nergens naartoe kunnen.
Naast Patpong ligt ook nog Silom soi 4, een gebied dat zich richt op uitgaansgelegenheden voor homoseksuelen, alhoewel ook steeds meer trendy bars en restaurants zich hier vestigen. Ook ligt soi Thanya, ook wel Thanya Plaza, in hetzelfde gebied. Hier heeft zich een nachtleven ontwikkeld voor de Japanse man.